# Polylepta modesta
Polylepta modesta är en tvåvingeart som beskrevs av Van Duzee 1928. Polylepta modesta ingår i släktet Polylepta och familjen svampmyggor.
Artens utbredningsområde är Kalifornien. Inga underarter finns listade i Catalogue of Life.